# Niger na Olimpijskim igrama
Niger je prvi puta sudjelovao na Olimpijskim igrama 1964. u Tokiju, propustili su igre 1976 i 1980. Do sada su osvojili samo jednu brončanu medalju na Olimpijskim igrama 1972. u Münchenu. Nisu nastupili ni na jednim Zimskim olimpijskim igrama.

## Medalje
| Medalja | Ime           | Igre          | Šport | Disciplina            |
| ------- | ------------- | ------------- | ----- | --------------------- |
| bronca  | Issaka Daborg | München 1972. | boks  | kategorija do 63,5 kg |